# 우브리텡가현

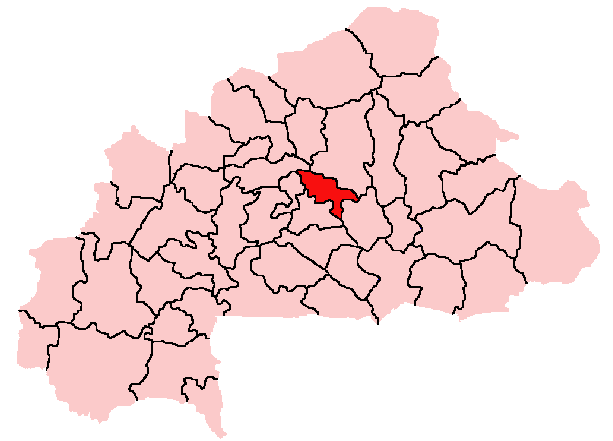
우브리텡가현의 위치

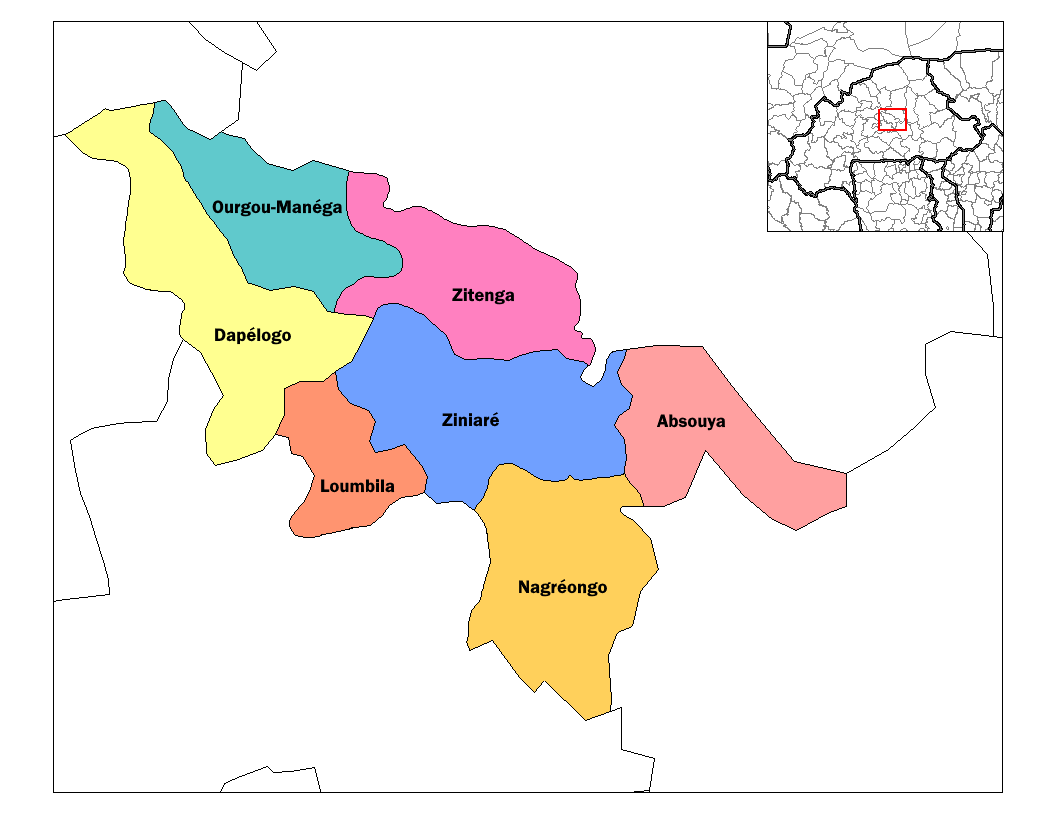
우브리텡가현의 행정 구역

우브리텡가현(프랑스어: Oubritenga)은 부르키나파소 플라토상트랄주에 위치한 현으로, 현도는 지니아레이며 면적은 2,778km2, 인구는 237,290명(2006년 기준)이다. 5개 군(아브수야군, 다펠로고군, 룸빌라군, 지니아레군, 지겡가군)을 관할한다.

## 같이 보기
- 부르키나파소의 주
- 부르키나파소의 현